# YG Marley
YG Marley (* 5. Dezember 2001 in Beverly Hills als Joshua Omaru Marley) ist ein US-amerikanischer Singer-Songwriter.

## Leben
Joshua Omaru Marley ist der Sohn der US-amerikanischen Rapperin und Sängerin Lauryn Hill und des jamaikanischen Musikers Rohan Marley. Er ist ein Enkel von Reggae-Sänger Bob Marley. Er wuchs in South Orange, New Jersey auf. Bereits seit früher Kindheit trat er immer mal wieder bei Konzerten seiner Mutter auf und erklärte mit neun Jahren, später mal Rapper werden zu wollen. 2013 begann er selbst geschriebenes Material während der Konzerte seiner Mutter aufzuführen.
2017 modelte er für eine Werbekampagne von Urban Outfitters zusammen mit seiner Schwester Selah Marley in der Teen Vogue. Februar 2018 trat er mit seiner Mutter bei der New York Fashion Week bei Woolrich, Inc. auf. Kurz darauf präsentierte er auf Snapchat den zu dieser Zeit unveröffentlichten Track Nice for What von Drake, das ein Sample von Lauryn Hills Song Ex-Factor enthielt. 2020 besuchte Marley einen Brunch vor den Grammys, der von der Universal Music Group veranstaltet wurde und erklärte Billboard an neuer Musik zu arbeiten. 2021 war er ein Featuring auf dem Track Slick seiner Schwester Selah Marley.
Ende 2023 begann er seinen eigenen Song Praise Jah in the Moonlight auf der 25-Jahres-Jubiläums-Tour zu Hills Album The Miseducation of Lauryn Hill zu performen. Videoclips seines Auftritts gingen auf TikTok viral. Die Singleveröffentlichung folgte am 25. Dezember 2023. Seine Debütsingle wurde ein weltweiter Erfolg und erreichte die Charts in zahlreichen Ländern. Er erreichte als sechstes Mitglied der Marley-Familie die Billboard Hot 100, zunächst auf Platz 74, später auf Platz 34.

## Diskografie
Singles

| Jahr | Titel Album                   | Höchstplatzierung, Gesamtwochen, AuszeichnungChartplatzierungen (Jahr, Titel, Album, Platzierungen, Wochen, Auszeichnungen, Anmerkungen) | Höchstplatzierung, Gesamtwochen, AuszeichnungChartplatzierungen (Jahr, Titel, Album, Platzierungen, Wochen, Auszeichnungen, Anmerkungen) | Höchstplatzierung, Gesamtwochen, AuszeichnungChartplatzierungen (Jahr, Titel, Album, Platzierungen, Wochen, Auszeichnungen, Anmerkungen) | Höchstplatzierung, Gesamtwochen, AuszeichnungChartplatzierungen (Jahr, Titel, Album, Platzierungen, Wochen, Auszeichnungen, Anmerkungen) | Höchstplatzierung, Gesamtwochen, AuszeichnungChartplatzierungen (Jahr, Titel, Album, Platzierungen, Wochen, Auszeichnungen, Anmerkungen) | Anmerkungen                             |
| Jahr | Titel Album                   | DE | AT | CH | UK | US | Anmerkungen                             |
| ---- | ----------------------------- | --- | --- | --- | --- | --- | --------------------------------------- |
| 2023 | Praise Jah in the Moonlight – | DE46 (3 Wo.)DE | AT24 (6 Wo.)AT | CH5 (14 Wo.)CH | UK5 Gold · (17 Wo.)UK | US34 Platin · (13 Wo.)US | Erstveröffentlichung: 25. Dezember 2023 |

## Auszeichnungen für Musikverkäufe
| Goldene Schallplatte - Belgien - 2024: für die Single Praise Jah in the Moonlight - Frankreich - 2024: für die Single Praise Jah in the Moonlight - Schweden - 2024: für die Single Praise Jah in the Moonlight | Platin-Schallplatte - Neuseeland - 2024: für die Single Praise Jah in the Moonlight 2× Platin-Schallplatte - Kanada - 2025: für die Single Praise Jah in the Moonlight |

Anmerkung: Auszeichnungen in Ländern aus den Charttabellen bzw. Chartboxen sind in ebendiesen zu finden.
| Land/RegionAuszeichnungen für Musikverkäufe (Land/Region, Auszeichnungen, Verkäufe, Quellen) | Gold     | Platin     | Verkäufe  | Quellen                   |
| -------------------------------------------------------------------------------------------- | -------- | ---------- | --------- | ------------------------- |
| Belgien (BRMA)                                                                               | Gold1    | —          | 20.000    | ultratop.be               |
| Frankreich (SNEP)                                                                            | Gold1    | —          | 100.000   | snepmusique.com           |
| Kanada (MC)                                                                                  | —        | 2× Platin2 | 160.000   | musiccanada.com           |
| Neuseeland (RMNZ)                                                                            | —        | Platin1    | 30.000    | aotearoamusiccharts.co.nz |
| Schweden (IFPI)                                                                              | Gold1    | —          | 60.000    | sverigetopplistan.se      |
| Vereinigte Staaten (RIAA)                                                                    | —        | Platin1    | 1.000.000 | riaa.com                  |
| Vereinigtes Königreich (BPI)                                                                 | Gold1    | —          | 400.000   | bpi.co.uk                 |
| Insgesamt                                                                                    | 4× Gold4 | 4× Platin4 |           |                           |